# Agustín González
Agustín González (ur. 24 marca 1930 w Linares, zm. 16 stycznia 2005 w Madrycie) – hiszpański aktor filmowy, teatralny i telewizyjny, mistrz drugiego planu. W ciągu swojej długoletniej kariery, trwającej ponad pół wieku, wystąpił w niemal 250 filmach i serialach telewizyjnych. Współpracował z najwybitniejszymi reżyserami kina hiszpańskiego, takimi jak Juan Antonio Bardem, Luis García Berlanga, Carlos Saura, Mario Camus, José Luis Garci czy Fernando Trueba. Był czterokrotnie nominowany do nagrody Goya za najlepszą rolę drugoplanową.

## Wybrana filmografia
Filmy fabularne
- 1954: Wesołego Alleluja! (Felices pascuas) jako porucznik
- 1959: Życie wokół nas (La vida alrededor) jako González
- 1961: O piątej po południu (A las cinco de la tarde) jako windziarz
- 1961: Uczta wigilijna (Plácido) jako Álvaro Gil
- 1963: Kat (El verdugo) jako mężczyzna walczący na ulicy
- 1964: Lament dla bandyty (Llanto por un bandido) jako kapitan Leoncio Valdés
- 1965: El mundo sigue jako Don Andres Fernandez Coello
- 1972: Me debes un muerto jako Euclides
- 1973: Don Kichot znów wyrusza (Don Quijote cabalga de nuevo) jako lokaj księcia
- 1978: Narodowa strzelba (La escopeta nacional) jako ojciec Calvo
- 1980: Gniazdo (El nido) jako sierżant
- 1981: Zabytek narodowy (Patrimonio nacional) jako ojciec Calvo
- 1982: Ponownie zaczynać (Volver a empezar) jako Gervasio Losada
- 1982: Ul (La colmena) jako Mario de la Vega
- 1984: Niewinni święci (Los santos inocentes) jako don Pedro
- 1984: Sprawa Almery (El caso Almería) jako Mario Aguilar
- 1984: Rowery na lato (Las bicicletas son para el verano) jako Luis
- 1986: Mambru poszedł na wojnę (Mambrú se fue a la guerra) jako Hilario
- 1987: Maurowie i chrześcijanie (Moros y cristianos) jako Agustín
- 1992: Belle époque jako don Luis
- 1992: Flejtuch (La marrana) jako Ciego
- 1994: Najgorsze lata naszego życia (Los peores años de nuestra vida) jako ojciec
- 1998: Dziadek (El abuelo) jako Senén Corchado
- 2002: Historia pocałunku (Historia de un beso) jako pan Telmo

Seriale TV
- 1987: Clase media jako Florentino
- 2000: Hospital Central jako Damian Corcuera
- 2001: Cuentame jako Teodoro